# Munro Chambers
Munro Chambers é um ator canadense, e é mais conhecido por seu trabalho como Wilder em Zoação Teen. Ele tem um irmão gêmeo chamado Thomas Chambers. Seu primeiro papel foi aos 8 anos em um comercial do McDonald's.

## Filmografia
| Ano       | Título                                 | Papel                           |
| --------- | -------------------------------------- | ------------------------------- |
| 1998-1999 | Little Men                             | Rob / Rob Bhaer (19 episódios)  |
| 2003      | Good Fences                            | Billy                           |
| 2003      | A Wrinkle in Time                      | Sandy Murry                     |
| 2004      | Godsend (O enviado - Título no Brasil) | Max Shaw                        |
| 2004      | Still Game                             | Jack Jnr (1 episódio)           |
| 2005      | Million Dollar Murder                  | Greg Ammon                      |
| 2005      | Bailey, Um Cão Que Vale Milhões        | Max Rizzo                       |
| 2007-2010 | Zoação Teen                            | Wilder (66 episódios)           |
| 2011      | Beethoven: Aventura de Natal           | Mason                           |
| 2013      | Cracked                                | Trey (1 episódio)               |
| 2014      | The Divide                             | Noah (1 episódio)               |
| 2010-2014 | Degrassi: Minis (minissérie)           | Eli Goldsworthy (6 episódios)   |
| 2014      | Ahead (curta-metragem)                 | Brandon                         |
| 2015      | Turbo Kid                              | The Kid                         |
| 2015      | Degrassi TV                            | Eli Goldsworthy (3 episódios)   |
| 2015      | Riftworld Chronicles (minissérie)      | Wes (8 episódios)               |
| 2010-2015 | Degrassi: The Next Generation          | Eli Goldsworthy (155 episódios) |
| 2016      | Country Crush                          | Charlie Bishop                  |
| 2016      | The Stanley Dynamic                    | Rupert (1 episódio)             |
| 2016      | Second Jen                             | Nate (6 episódios)              |
| 2016      | Sadie's Last Days on Earth             | Teddy                           |
| 2017      | Ransom                                 | Cameron Duspleis (1 episódio)   |
| 2017      | Turbo Kid 2                            | The Kid                         |
| 2017      | Knuckleball                            | Dixon                           |
| 2017      | Hellmington                            | Brad Kovacs                     |